# Борисов, Сергей Александрович (хоккеист)
Сергей Александрович Борисов (род. 25 марта 1955, Москва) — советский и российский хоккеист, защитник. Российский тренер.

## Биография
Воспитанник «Спартака» Москва, выпускник «Крыльев Советов», чемпион СССР среди молодёжных команд (1974). В первенстве СССР дебютировал в сезоне 1974/75 в команде первой лиги «Локомотив» Москва. В этом и следующем сезонах провёл по одному матчу за «Крылья Советов». В 1975 году по приглашению Анатолия Богданова перешёл в «Кристалл» Саратов, с которым вышел в высшую лигу. Перед следующим сезоном вслед за Богдановым оказался в киевском «Соколе». Сезон 1980/81 отыграл в «Крыльях Советов». Шесть сезонов отыграл за «Спартак», завоевал пять медалей чемпионата СССР.
Играл за «Кристалл» Электросталь (1987/88, 1989/90), «Медвешчак-Гортан» Загреб (Югославия, 1988/89), «Металлург» Череповец (1990/91), словенские «Блед» (1990/91) и «Акрони» Есенице (1991/92 — 1992/93).
Главный тренер «Акрони» (1993/94 — 1994/95), генеральный менеджер «Кристалла» Электросталь (1997/98), тренер «Спартака» (1998/99 — 2000/01), главный тренер «Амура» (2000 — 1 матч), тренер «Крыльев Советов» (2000/01), главный тренер ТХК Тверь (2001/02 — 2002/03), главный тренер «Кристалла» (2003/04), «ЦСКА-2» (2004/05), «Химика-2» / «Атланта» Мытищи (2006/07, 2008/09),«Химика» Мытищи (2007), «Сарова» (2010), тренер «Химика-СКА» Новополоцк (Белоруссия, 2010—2011).
Главный тренер сборной Литвы (2010—2011). Главный тренер ХК «Звезда-ВДВ» (2015).

## Достижения
как игрок
- Чемпион СССР среди молодёжных команд (1974)
- Серебряный призёр чемпионата СССР (1982, 1983, 1984)
- Бронзовый призёр чемпионата СССР (1986)
- Чемпион Югославии (1989)
- Обладатель Кубка Югославии (1989)
- Чемпион Словении (1992, 1993)

как тренер
- Чемпион Словении (1994)